# Jądro śródmiąższowe
Jądro śródmiąższowe, jądro Cajala (łac. nucleus intestitialis, nucleus Cajal) – w anatomii człowieka jedno z jąder tworu siatkowatego w górnej części śródmózgowia. Położone jest pomiędzy włóknami pęczka podłużnego przyśrodkowego, bocznie od jąder nerwu okoruchowego. Dochodzą do niego włókna nerwowe z jąder przedsionkowych, warstwy szarej wzgórka górnego i gałki bladej.
Prawdopodobnie ma związek z ruchami gałek ocznych w kierunku pionowym i obrotowym.
Nazwa eponimiczna upamiętnia hiszpańskiego histologa Santiago Ramón y Cajala.